# Shandy
Shandy är en brittisk dryck som liknar radler. Den tillverkas genom att blanda öl eller cider och läsk med citronsmak ("lemonade", en läsk som liknar fruktsoda) eller citron/limesmak (exempelvis Sprite).